# Lilly (Geòrgia)
Lilly és una població dels Estats Units a l'estat de Geòrgia. Segons el cens del 2000 tenia 221 habitants.

## Demografia
Segons el cens del 2000, Lilly tenia 221 habitants, 82 habitatges, i 51 famílies. La densitat de població era de 142,2 habitants/km².
Dels 82 habitatges en un 40,2% hi vivien nens de menys de 18 anys, en un 32,9% hi vivien parelles casades, en un 24,4% dones solteres, i en un 36,6% no eren unitats familiars. En el 34,1% dels habitatges hi vivien persones soles el 14,6% de les quals corresponia a persones de 65 anys o més que vivien soles. El nombre mitjà de persones vivint en cada habitatge era de 2,7 i el nombre mitjà de persones que vivien en cada família era de 3,5.
Per edats la població es repartia de la següent manera: un 36,7% tenia menys de 18 anys, un 10,4% entre 18 i 24, un 23,5% entre 25 i 44, un 17,2% de 45 a 60 i un 12,2% 65 anys o més.
L'edat mediana era de 27 anys. Per cada 100 dones de 18 o més anys hi havia 64,7 homes.
La renda mediana per habitatge era de 27.639 $ i la renda mediana per família de 45.313 $. Els homes tenien una renda mediana de 28.558 $ mentre que les dones 25.000 $. La renda per capita de la població era de 10.969 $. Entorn del 8,1% de les famílies i el 21,5% de la població estaven per davall del llindar de pobresa.

## Poblacions més properes
El següent diagrama mostra les poblacions més properes.